# Бринза Віталій Миколайович
Віта́лій Микола́йович Бри́нза — підполковник Збройних сил України, учасник російсько-української.
Станом на березень 2019 року проходить службу в частині у Київській області.

## Нагороди
За особисту мужність і героїзм, виявлені у захисті державного суверенітету та територіальної цілісності України, вірність військовій присязі під час бойових дій та при виконанні службових обов'язків, відзначений — нагороджений
- 13 серпня 2015 року — орденом Богдана Хмельницького III ступеня.